# جيرار بيسون
جيرار بيسون (بالإنجليزية: Gérard Besson) (20 يناير 1942، بورت أوف سبين في ترينيداد وتوباغو)؛ مؤرخ وروائي ترينيدادي.